# Sexmo de San Martín
El sexmo de San Martín es una división administrativa medieval española fundada durante las repoblaciones de Alfonso VI en el siglo XII presidida por el municipio de Ituero y Lama perteneciente a la Comunidad de Ciudad y Tierra de Segovia. Los sexmos son una división administrativa circunstancial que, en un principio, equivalían a la sexta parte de un territorio determinado, generalmente comprendían una parte del término rural dependiente de una ciudad. Además el sexmo estaba dividido en subdivisiónes aún más pequeñas denominadas Cuadrillas. El término del Sexmo de El Espinar perteneció hasta 1297 al Sexmo de San Martín.

## Geografía

#### Límites
| Noroeste: Sexmo de San Lorenzo                     | Norte: Sexmo de San Lorenzo, Sexmo de Posaderas, Localidades del obispado | Noreste: Tierras de Pedraza, Tierras de Uceda  |
| Oeste: Sexmo de San Lorenzo, Sexmo de San Millán   |                                                                           | Este: Tierras de Uceda                         |
| Suroeste: Sexmo de Manzanares, Sexmo de San Millán | Sur: Sexmo de Manzanares                                                  | Sureste: Sexmo de Manzanares, Tierras de Uceda |
| ----Mapa interactivo — Sexmo de San Martín         |                                                                           |                                                |

## Comunidad de Ciudad y Tierra de Segovia
La Comunidad de Ciudad y Tierra de Segovia se divide en 10 sexmos, aunque en un principio fueron seis. De los sexmos que pertenecen a la Comunidad de Ciudad y Tierra de Segovia ocho se encuadran dentro de la actual provincia de Segovia y dos en la provincia de Madrid. Estos sexmos son:
- San Lorenzo
- Santa Eulalia
- San Millán
- La Trinidad
- San Martín
- Cabezas
- El Espinar
- Posaderas
- Lozoya
- Casarrubios

Anteriormente también formaron parte los de:
- Tajuña
- Manzanares
- Valdemoro

## Localidades del Sexmo de San Martín

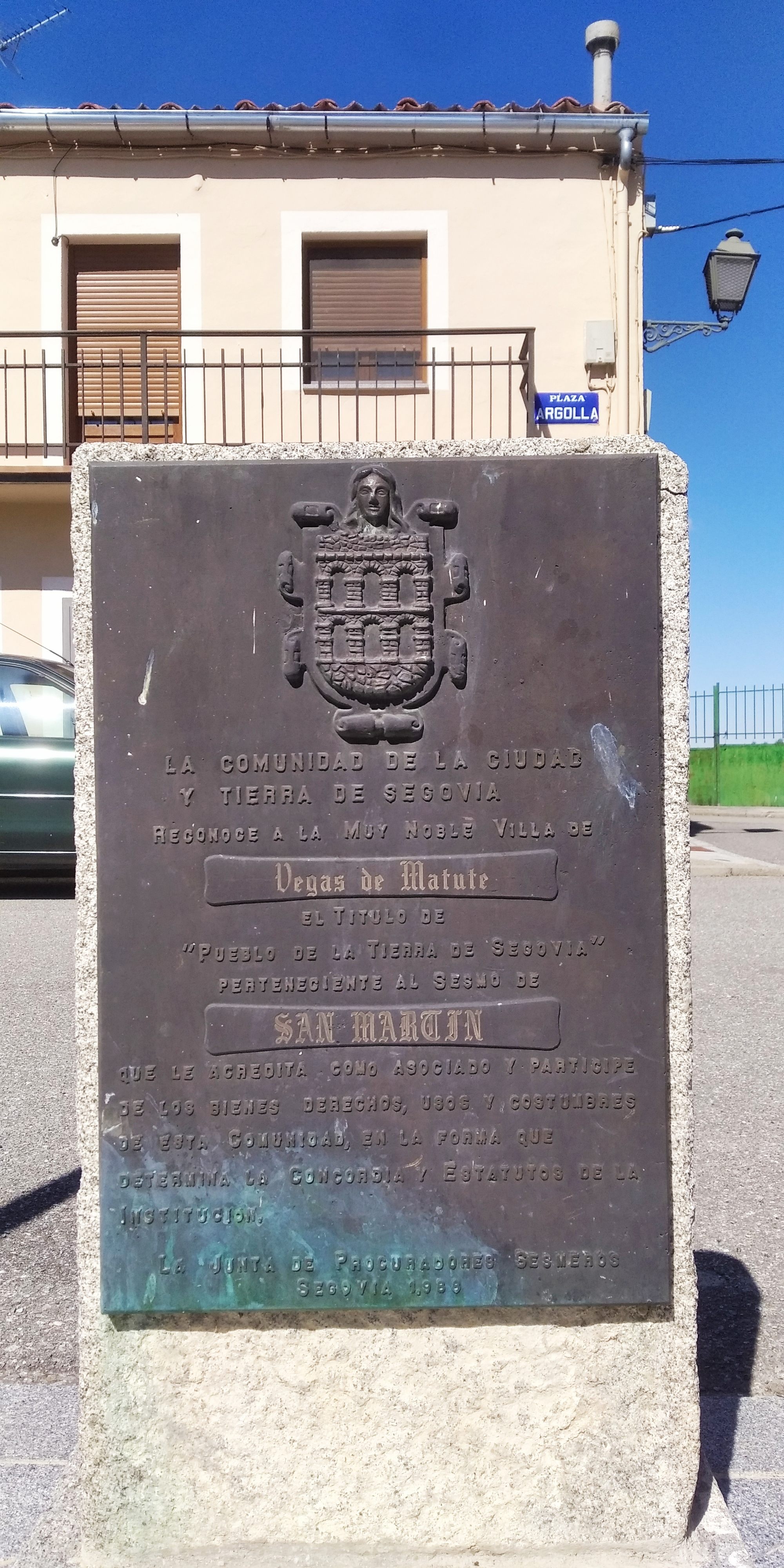
Placa que reconoce Vegas de Matute como integrante del Sexmo de San Martín

El sexmo de San Martín, parte de las Comunidades Segovianas, está encabezado por la localidad de Ituero y Lama y además está constituido en 2 cuadrillas por los siguientes pueblos:

### Cuadrilla de Otero
- Otero
- Herreros
- Las Vegas
- Matute
- Guijasalbas
- Zarzuela del Monte
- Labajos
- Lastras del Pozo
- Navas de San Antonio
- Monterrubio
- Valdeprados

### Cuadrilla de Villacastín
- Villacastín
- Ituero y Lama
- Cobos de Segovia
- Muñopedro
- Maello

Colina?  - Localización aproximada del sexmo de San Martín en la actual provincia de Ávila
Localización aproximada del sexmo de San Martín en la actual provincia de Segovia
  - Localización aproximada del sexmo de San Martín en la actual provincia de Segovia
Los pueblos del Sexmo de El Espinar pertenecieron también hasta 1297 al Sexmo de San Martín.